# Плебанівська сільська рада (Шаргородський район)
Плебанівська сільська́ ра́да — адміністративно-територіальна одиниця та орган місцевого самоврядування в Шаргородському районі Вінницької області. Адміністративний центр — село Плебанівка.

## Загальні відомості
- Територія ради: 42,02 км²
- Населення ради: 2199 осіб (станом на 2001 рік)

## Населені пункти
Сільській раді підпорядковані населені пункти:
- с. Плебанівка
- c. Калинівка
- c-ще Оліхи

## Склад ради
Рада складається з 14 депутатів та голови.
- Голова ради: Майданюк Андрій Антонович

### Керівний склад попередніх скликань
| Прізвище, ім'я, по батькові | Основні відомості                                                                 | Дата обрання | Дата звільнення |
| --------------------------- | --------------------------------------------------------------------------------- | ------------ | --------------- |
| Лукащук Галина Степанівна   | Сільський голова, 1958 року народження, член Народно-демократичної партії України | 26.03.2006   | 31.10.2010      |
| Лукащук Галина Степанівна   | Сільський голова, 1957 року народження, освіта вища, позапартійна                 | 31.10.2010   | 28.04.2014      |
| Майданюк Андрій Антонович   | Сільський голова, 1989 року народження, освіта вища, безпартійний                 | 25.10.2015   |                 |

Примітка: таблиця складена за даними сайту Верховної Ради України та ЦВК

### Депутати VII скликання
За результатами місцевих виборів 2015 року депутатами ради стали:

#### За суб'єктами висування
| Суб'єкт висування | Кількість обраних депутатів | %      |
| ----------------- | --------------------------- | ------ |
| Самовисування     | 14                          | 100.00 |

#### За округами
| № округу | Прізвище, ім'я, по батькові  | Ким висунуто  | Дата нар.  | Освіта              | Партійна приналежність | Відомості                                                               |
| -------- | ---------------------------- | ------------- | ---------- | ------------------- | ---------------------- | ----------------------------------------------------------------------- |
| 1        | Мацьков Олег Петрович        | Самовисування | 20.11.1966 | вища                | безпартійний           | Шаргород РДА, інженер господарської групи відділу освіти                |
| 2        | Биценко Наталія Степанівна   | Самовисування | 17.05.1963 | професійно-технічна | безпартійна            | Територіальний центр УСЗН, соціальний працівник                         |
| 3        | Новіцький Михайло Степанович | Самовисування | 20.08.1980 | вища                | безпартійний           | Тимчасово не працює                                                     |
| 4        | Колісник Віталій Вікторович  | Самовисування | 16.08.1985 | вища                | безпартійний           | Тимчасово не працює                                                     |
| 5        | Бахмат Галина Іванівна       | Самовисування | 28.08.1963 | вища                | безпартійна            | Плебанівська сільська рада, секретар                                    |
| 6        | Олійник Тарас Васильович     | Самовисування | 30.04.1981 | загальна середня    | безпартійний           | ТОВ «Агрофірма Шаргород», водій навантажувач                            |
| 7        | Старосуд Людмила Миколаївна  | Самовисування | 23.08.1984 | вища                | безпартійна            | Плебанівська сільська рада, спеціаліст по роботі з громадським сектором |
| 8        | Лігутко Валентина Михайлівна | Самовисування | 25.01.1976 | професійно-технічна | безпартійна            | Тимчасово не працює                                                     |
| 9        | Самборська Юлія Дмитрівна    | Самовисування | 05.03.1979 | вища                | безпартійна            | Плебанівська СЗОШ, вчитель                                              |
| 10       | Жмудь Олеся Степанівна       | Самовисування | 30.11.1986 | вища                | безпартійна            | Плебанівська сільська рада, землевпорядник                              |
| 11       | Соколовий Петро Йосипович    | Самовисування | 11.07.1953 | вища                | безпартійний           | Приватний підприємець                                                   |
| 12       | Гончар Петро Павлович        | Самовисування | 12.07.1958 | вища                | безпартійний           | Тимчасово не працює                                                     |
| 13       | Поперечна Галина Іванівна    | Самовисування | 08.12.1970 | вища                | безпартійна            | Плебанівська СЗОШ, вчитель                                              |
| 14       | Новіцький Олександр Петрович | Самовисування | 07.07.1980 | вища                | безпартійний           | ТОВ «Агрофірма Шаргород», заступник головного бухгалтера                |